# Arcidiocesi di Varmia

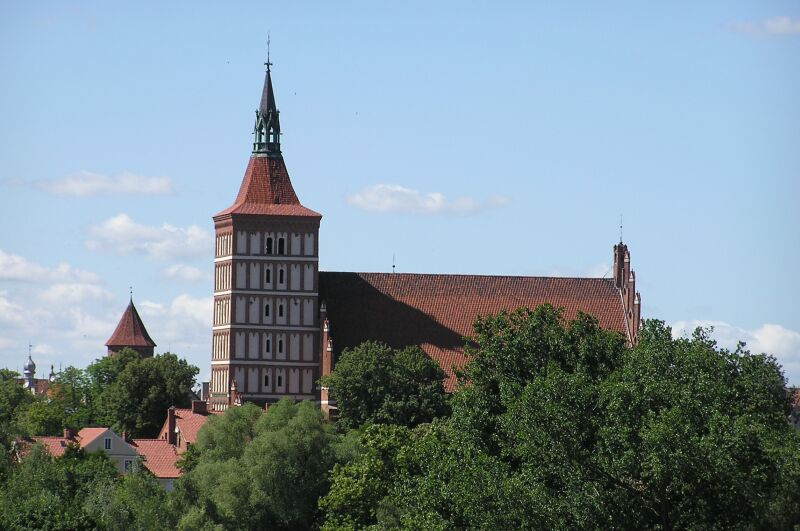
La concattedrale di San Giacomo a Olsztyn.

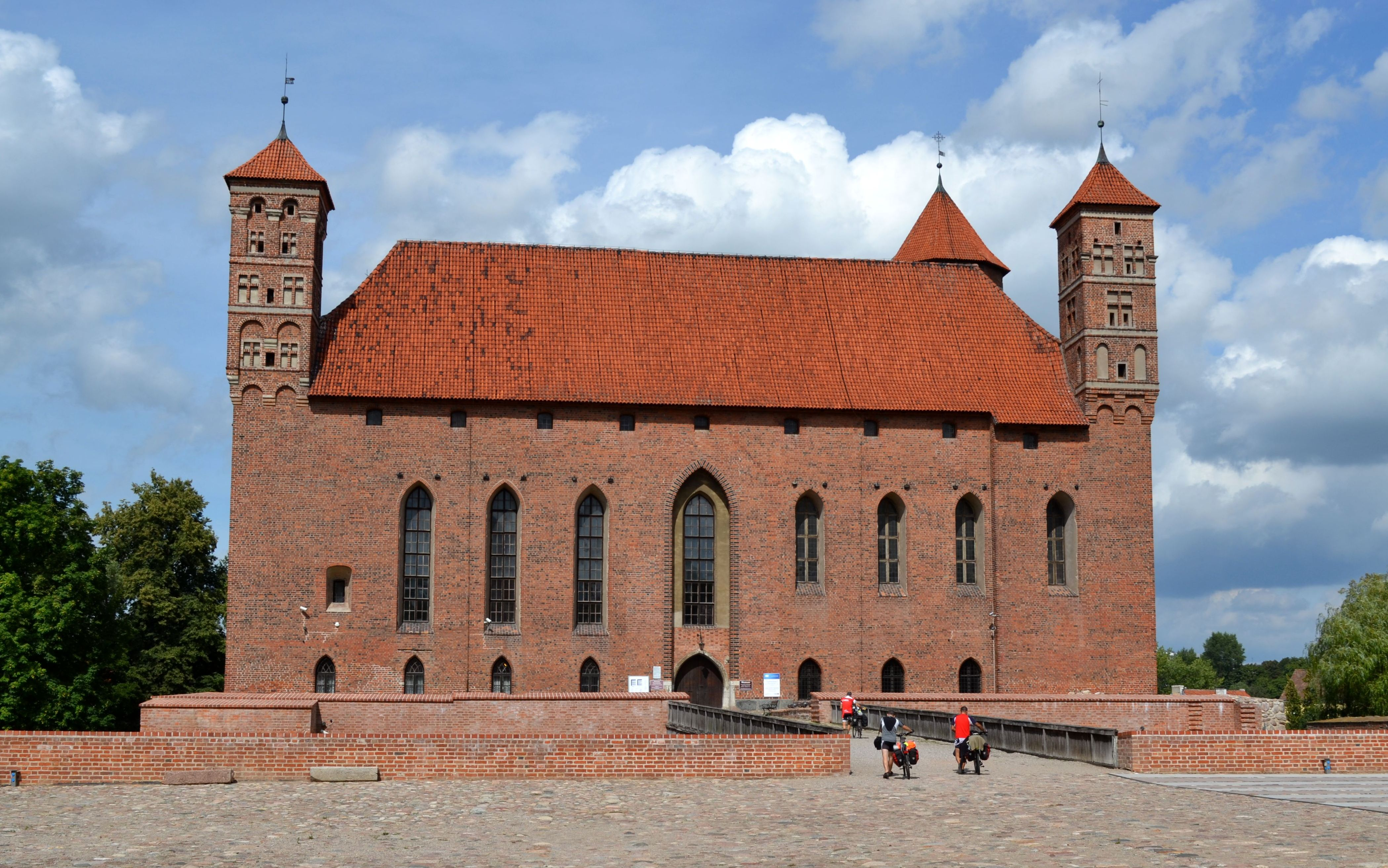
Il castello di Lidzbark Warmiński, in tedesco Heilsberg, residenza dei vescovi di Varmia dal 1350 al 1795.

L'arcidiocesi di Varmia (in latino Archidioecesis Varmiensis) è una sede metropolitana della Chiesa cattolica in Polonia. Nel 2022 contava 688.910 battezzati su 705.100 abitanti. È retta dall'arcivescovo Józef Górzyński.

## Territorio
L'arcidiocesi comprende la regione della Varmia, parte del voivodato della Varmia-Masuria. È uno dei rari casi in cui il nome della circoscrizione ecclesiastica non si riferisce alla città sede episcopale, ma alla regione in cui si trova l'arcidiocesi.
Sede arcivescovile è la città di Olsztyn, dove si trova la concattedrale di San Giacomo. A Frombork (l'antica Frauenburg) sorge la cattedrale dedicata all'Assunzione di Maria Vergine e a Sant'Andrea. Oltre a queste due chiese, nell'arcidiocesi sorgono altre 6 basiliche minori: la basilica del Santissimo Salvatore e di Tutti i Santi a Dobre Miasto; la basilica della Natività della Beata Vergine Maria a Gietrzwałd; la basilica della Visitazione della Beata Vergine Maria a Święta Lipka; la basilica santuario di Nostra Signora, Regina della Pace a Stoczek Klasztorny; la basilica collegiata di San Giorgio a Kętrzyn; la basilica di Santa Caterina d'Alessandria a Braniewo.
Il territorio si estende su una superficie di 12.000 km² ed è suddiviso in 33 decanati e in 262 parrocchie.

### Provincia ecclesiastica
La provincia ecclesiastica di Varmia, istituita nel 1992, comprende due suffraganee, entrambe istituite il 25 marzo 1992:
- la diocesi di Elbląg,
- la diocesi di Ełk.

## Storia

### Dal XIII al XVIII secolo

La diocesi di Varmia in Prussia nel XIII secolo.

Nel 1234 papa Gregorio IX aveva ceduto il territorio dei Prussiani, popolo baltico ancora pagano, all'Ordine teutonico, il quale già dal 1231 aveva iniziato la conquista di queste terre. Il papa si riservò la sua organizzazione ecclesiastica. Il 4 luglio 1243 con il decreto Noverit universitas vestra il legato papale Guglielmo di Modena eresse sul territorio dei Prussiani 4 diocesi: Varmia (in tedesco Ermeland), Kulm, Pomesania e Sambia.
Papa Innocenzo IV confermò questa organizzazione con i brevi Hiis que per dilectos filios (29 luglio 1243) e Iustis petentium desideriis (8 ottobre 1243). Tuttavia fu solo nel 1250 che venne nominato il primo vescovo, Anselmo dell'ordine teutonico. Nel 1254 Varmia e le altre diocesi prussiane, assieme a quelle della Livonia, furono assoggettate alla provincia ecclesiastica di Riga.
Secondo le convenzioni stabilite nel 1243, il vescovo Anselmo trattenne per sé, come territorio personale, un terzo del territorio diocesano, su cui esercitò la sovranità temporale. Per colonizzare questi territori, dove la popolazione era molto scarsa, furono chiamati coloni tedeschi, provenienti per lo più dalla Germania centrale e dalla Slesia. Non di rado, nei secoli successivi, i principi-vescovi di Varmia dovettero lottare contro l'Ordine teutonico per salvaguardare i loro diritti feudali, in particolare all'epoca del vescovo Henryk Vogelsang (1401-1415).
Nel 1260 Anselmo fondò il capitolo della cattedrale, che ebbe sede dapprima a Braunsberg e poi, dal 1284, a Frauenburg, dove rimase fino al 1945. Qui fu eretta la cattedrale, costruita tra il 1328 e il 1388. La residenza dei vescovi invece fu stabilita, dapprima a Wormditt e poi, a partire dal 1350, nel castello di Heilsberg.
La diocesi, almeno nei primi tempi dalla sua fondazione, era bilingue; infatti i coloni tedeschi parlavano la loro lingua natia, mentre la popolazione locale parlava la lingua prussiana. I sinodi diocesani del 1395, 1449 e 1497 imposero ai parroci di comunità bilingue di conoscere il prussiano, o almeno di formare un loro cappellano a conoscere questa lingua.
La formazione dei preti della diocesi era garantita da almeno due istituzioni scolastiche: la scuola episcopale nel castello di Heilsberg, ancora in funzione nel 1565, e la scuola cattedrale di Frauenburg, che funzionò almeno fino alla metà del XV secolo.
Nel 1457 Enea Silvio Piccolomini fu nominato amministratore apostolico della diocesi di Varmia, per poi essere eletto papa con il nome di Pio II.
All'epoca della Riforma protestante il territorio di Varmia si trovava nel regno di Polonia, circondato quasi completamente dai territori già dell'Ordine teutonico passati al ducato, poi regno, di Prussia. Divenne, perciò pressoché un'isola cattolica di lingua tedesca in terre in assoluta maggioranza luterane. I vescovi, in particolare Mauritius Ferber (1523-1537), dovettero impegnarsi per reprimere sul nascere tentativi di introduzione del luteranesimo nella loro diocesi.
A causa della grande diffusione del luteranesimo in Prussia e nei territori baltici, tutte le diocesi della regione si estinsero; nel 1566 anche l'arcidiocesi di Riga fu di fatto soppressa. La diocesi di Varmia si trovò così senza più una provincia ecclesiastica di appartenenza e di fatto fu immediatamente soggetta alla Santa Sede. Tentativi di unirla alla sede metropolitana di Gniezno fallirono per l'opposizione dei vescovi e del capitolo dei canonici della cattedrale, gelosi della loro autonomia.
All'inizio del XVII secolo ai vescovi di Varmia fu riconosciuta la giurisdizione sui pochi cattolici esistenti nel ducato di Prussia. Questa situazione fu ufficialmente sancita dalla Santa Sede nel 1617, quando i vescovi di Varmia ebbero l'amministrazione dell'antica diocesi di Sambia, in territorio prussiano. Qui, a Königsberg, fu eretta una parrocchia cattolica tra il 1614 e il 1616, e nel 1656 i gesuiti vi installarono una loro missione; altre missioni furono aperte in seguito a Heiligelinde e a Tilsit.
I decreti di riforma del concilio di Trento furono introdotti in diocesi in particolare con i vescovi Stanisław Hozjusz (1551-1579), Marcin Kromer (1579-1589) e Szymon Rudnicki (1605-1621). A Braunsberg fu eretto il seminario diocesano nel 1567 e un altro seminario, specializzato nella formazione di missionari per i Paesi baltici, nel 1578/79. Sempre a Braunsberg fu impiantata una stamperia per la pubblicazione di libri religiosi da diffondere, in diverse lingue, nei Paesi di missione. I vescovi inoltre si impegnarono a fondo nelle visite alla diocesi, almeno 6 documentate dal 1565 al 1622, e nei sinodi diocesani al termine di ogni visita. Marcin Kromer fece aggiornare e stampare il messale (1587) e il breviario (1581) nel rispetto delle tradizioni della Chiesa di Varmia.
Il 21 aprile 1752 papa Benedetto XIV con il breve Romana Ecclesia concesse ai vescovi di Varmia e Sambia di essere preceduti dalla croce astile e l'uso del pallio, come era uso per gli arcivescovi.
In occasione della prima spartizione della Polonia nel 1772 il principato vescovile di Varmia fu secolarizzato e annesso al regno di Prussia. I vescovi dovettero abbandonare il castello di Heilsberg per trasferirsi a Frauenburg, dove già si trovava da secoli la cattedrale e il capitolo dei canonici. La diocesi, tutta compresa nel regno prussiano, inglobò definitivamente il territorio della diocesi di Sambia.

### Dal XIX secolo a oggi
Il 16 luglio 1821 la bolla De salute animarum, con la quale papa Pio VII riorganizzò le circoscrizioni ecclesiastiche del regno di Prussia, confermò l'immediata soggezione della diocesi alla Santa Sede; contestualmente Varmia ingrandì il proprio territorio con cinque decanati sottratti alla diocesi di Kulm.
Il trattato di Versailles al termine della prima guerra mondiale modificò i confini della Germania e della Prussia orientale, cosa che portò necessariamente anche alla modifica dei limiti diocesani. Ad occidente, il 21 aprile 1922 il decanato di Neuteich fu ceduto all'amministrazione apostolica di Danzica, eretta in diocesi il 30 dicembre 1925. Nello stesso anno 1922, il decanto di Pomesania, parte della diocesi di Chełmno (già Kulm), fu affidato in amministrazione ai vescovi di Varmia. Ad oriente, i territori che dopo la guerra si trovavano nella nuova repubblica di Lituania furono ceduti il 4 aprile 1926 per l'erezione della prelatura territoriale di Klaipėda, che nel 1991 divenne parte della alla diocesi di Telšiai.
Il 13 agosto 1930 in virtù della bolla Pastoralis officii nostri di papa Pio XI Varmia perse la sua plurisecolare indipendenza ed entrò a far parte della provincia ecclesiastica di Breslavia. Contestualmente l'amministrazione apostolica di Pomesania divenne parte integrante della diocesi di Varmia, cosicché il territorio diocesano venne a coincidere con quello della Prussia orientale.
Nel 1942 la diocesi contava circa 377.000 cattolici, ossia il 15% della popolazione della Prussia orientale, ripartiti in 188 parrocchie.
La disfatta della Germania al termine della seconda guerra mondiale stravolse completamente la vita della diocesi. Dal punto di vista territoriale, la diocesi si trovò interamente in territorio polacco, ad eccezione della sua parte settentrionale, il territorio di Kaliningrad (già Königsberg), annesso all'Unione Sovietica. Nella diocesi trovarono rifugio molti polacchi che, a causa della modifica dei confini, dovettero abbandonare le regioni orientali, annesse all'Unione Sovietica.
Dal punto di vista umano, la diocesi perse tutta la popolazione tedesca, che o era fuggita, o era stata espulsa o deportata, o era morta durante la guerra. I sopravvissuti, assieme al clero e al capitolo dei canonici, trovò rifugio nella Germania occidentale. Il capitolo pose la sua sede a Werl, una cittadina della Renania Settentrionale-Vestfalia. Il vescovo, Maximilian Kaller, era stato arrestato dalla Gestapo e deportato ad Halle; liberato al termine della guerra, non seguì il resto della popolazione tedesca, ma volle a tutti i costi ritornare nella sua diocesi. Fu convinto dal primate di Polonia il cardinale August Hlond, a rinunciare all'esercizio della sua giurisdizione e a ritirarsi in Germania. Morì a Francoforte sul Meno nel 1947.
Alla sua morte si venne a creare una situazione anomala e unica nel suo genere. Infatti, il capitolo dei canonici di stanza in Germania occidentale nominò Artur Kather come vicario capitolare, che tuttavia non poté avere nessuna giurisdizione sul territorio dell'antica diocesi, come pure il suo successore, Paul Werner Hoppe, eletto dal capitolo nel 1957. In Polonia invece la diocesi fu retta da un amministratore apostolico, Teodor Bensch, che spostò la sede della diocesi a Olsztyn (già Allenstein, anticamente un feudo della stessa diocesi di Varmia, che aveva nel grande castello e nei diritti feudali una delle principali proprietà del capitolo della cattedrale). A lui succedette nel 1951, Wojciech Zink, eletto da un gruppo di ecclesiastici su pressione del governo polacco. Questi fu confermato dal primate Stefan Wyszyński, che nel 1956, d'accordo con la Santa Sede, nominò Tomasz Wilczyński amministratore della diocesi.
A questa situazione anomala e per certi versi paradossale, pose rimedio la Santa Sede nel 1972 con la bolla Episcoporum Poloniae: la diocesi di Varmia, dopo 25 anni di sede vacante, ebbe un nuovo vescovo Józef Drzazga; mentre per gli ex diocesani tedeschi di Varmia, residenti in Germania occidentale, fu nominato un visitatore apostolico. Contestualmente entrò a far parte della provincia ecclesiastica di Varsavia.
Il 25 marzo 1992, in seguito alla riorganizzazione delle diocesi polacche voluta da papa Giovanni Paolo II con la bolla Totus tuus Poloniae populus, ha ceduto porzioni del suo territorio a vantaggio dell'erezione delle diocesi di Elbląg e di Ełk e contestualmente è stata elevata al rango di arcidiocesi metropolitana.

## Cronotassi

### Vescovi e arcivescovi di Varmia
Si omettono i periodi di sede vacante non superiori ai 2 anni o non storicamente accertati.
- Anzelm, O.T. † (6 ottobre 1250 - 1278 deceduto)
- Henryk Fleming † (21 marzo 1279 - 15 luglio 1300 deceduto)
- Eberhard z Nysy † (6 ottobre 1301 - 25 maggio 1326 deceduto)
- Jordan † (12 agosto 1327 - prima del 26 novembre 1328 deceduto)
- Henryk Wogenap † (30 ottobre 1329 - 9 aprile 1334 deceduto)
  - Sede vacante (1334-1337)
- Herman z Pragi † (4 dicembre 1337 - 31 dicembre 1349 deceduto)
- Giovanni di Meißen † (29 aprile 1350 - 30 luglio 1355 deceduto)
- Jan Stryprock † (17 novembre 1355 - 1º settembre 1373 deceduto)
- Henryk Sorbom † (5 settembre 1373 - 12 gennaio 1401 deceduto)
- Henryk Vogelsang † (29 marzo 1401 - 4 giugno 1415 deceduto)
- Jan Abezier † (1º dicembre 1417 - 11 febbraio 1424 deceduto)
- Franciszek Kuhschmalz † (14 aprile 1424 - 10 giugno 1457 deceduto)
  - Enea Silvio Piccolomini † (12 agosto 1457 - 19 agosto 1458 eletto papa con il nome di Pio II) (amministratore apostolico)
  - Paweł Legendorf † (14 ottobre 1458 - 1461 nominato vescovo) (amministratore apostolico)
- Paweł Legendorf † (1461 - 23 luglio 1467 deceduto)
- Mikołaj Tungen † (4 novembre 1468 - 14 febbraio 1489 deceduto)
- Lukas Watzenrode † (18 maggio 1489 - 29 marzo 1512 deceduto)
- Fabian Luzjański † (27 agosto 1512 - 30 gennaio 1523 deceduto)
- Mauritius Ferber † (17 luglio 1523 - 1º luglio 1537 deceduto)
- Johannes Dantiscus † (11 gennaio 1538 - 27 ottobre 1548 deceduto)
- Tiedemann Giese † (20 maggio 1549 - 23 ottobre 1550 deceduto)
- Stanisław Hozjusz † (11 maggio 1551 - 5 agosto 1579 deceduto)
- Marcin Kromer † (5 agosto 1579 succeduto - 23 marzo 1589 deceduto)
- Andrzej Batory † (23 marzo 1589 succeduto - 3 novembre 1599 deceduto)
- Piotr Tylicki † (9 ottobre 1600 - 14 giugno 1604 nominato vescovo di Cuiavia)
- Szymon Rudnicki † (12 gennaio 1605 - 4 luglio 1621 deceduto)
- Jan Olbracht Waza, S.I. † (21 ottobre 1621 - 20 novembre 1632 nominato vescovo di Cracovia)
- Mikołaj Szyszkowski † (8 marzo 1633 - 7 febbraio 1643 deceduto)
- Jan Karol Konopacki † (5 ottobre 1643 - 23 dicembre 1643 deceduto)
- Wacław Leszczyński † (12 dicembre 1644 - 27 gennaio 1659 nominato arcivescovo di Gniezno)
- Jan Stefan Wydżga † (10 novembre 1659 - 17 luglio 1679 nominato arcivescovo di Gniezno)
- Augustyn Michał Stefan Radziejowski † (23 settembre 1680 - 17 maggio 1688 nominato arcivescovo di Gniezno)
- Jan Stanisław Zbąski † (6 dicembre 1688 - 21 maggio 1697 deceduto)
- Andrzej Chryzostom Załuski † (18 maggio 1699 - 1º maggio 1711 deceduto)
- Teodor Andrzej Potocki † (1º giugno 1712 - 22 novembre 1723 nominato arcivescovo di Gniezno)
- Krzysztof Andrzej Jan Szembek † (11 settembre 1724 - 16 marzo 1740 deceduto)
- Adam Stanisław Grabowski † (18 settembre 1741 - 15 dicembre 1766 deceduto)
- Ignacy Błażej Franciszek Krasicki † (15 dicembre 1766 succeduto - 18 dicembre 1795 nominato arcivescovo di Gniezno)
- Johann Karl von Hohenzollern-Hechingen † (18 dicembre 1795 - 11 agosto 1803 deceduto)
  - Sede vacante (1803-1817)
- Joseph Prinz von Hohenzollern-Hechingen † (14 aprile 1817 - 26 settembre 1836 deceduto)
- Andreas Stanislaus von Hattynski (Hatten) † (2 ottobre 1837 - 3 gennaio 1841 deceduto)
- Joseph Ambrosius Geritz † (27 gennaio 1842 - 16 agosto 1867 deceduto)
- Philipp Krementz † (20 dicembre 1867 - 30 luglio 1885 nominato arcivescovo di Colonia)
- Andreas Thiel † (12 febbraio 1886 - 17 luglio 1908 deceduto)
- Augustinus Bludau † (12 aprile 1909 - 9 febbraio 1930 deceduto)
- Maximilian Josef Johannes Kaller † (23 luglio 1930 - 7 luglio 1947 deceduto)
  - Sede vacante (1947-1972)
  - Jan Hanowski † (28 luglio 1945 - 15 agosto 1945) (vicario capitolare)
  - Teodor Bensch † (15 agosto 1945 - 26 gennaio 1951[12]) (amministratore apostolico)
  - Wojciech Zink † (1º agosto 1951 - 2 ottobre 1953) (vicario generale del primate, dal febbraio 1952 vicario capitolare)
  - Stefan Biskupski † (3 ottobre 1953 - 28 novembre 1956) (vicario capitolare)
  - Tomasz Wilczyński † (1º dicembre 1956 - 5 agosto 1965 deceduto) (amministratore apostolico)
  - Józef Drzazga † (1965 - 28 giugno 1972 nominato vescovo) (vicario capitolare, dal 1967 amministratore apostolico)
- Józef Drzazga † (28 giugno 1972 - 12 settembre 1978 deceduto)
- Józef Glemp † (4 marzo 1979 - 7 luglio 1981 nominato arcivescovo di Gniezno e di Varsavia)
- Jan Władysław Oblak † (13 aprile 1982 - 22 ottobre 1988 ritirato)
- Edmund Michał Piszcz † (22 ottobre 1988 - 30 maggio 2006 ritirato)
- Wojciech Ziemba † (30 maggio 2006 - 15 ottobre 2016 ritirato)
- Józef Górzyński, succeduto il 15 ottobre 2016

### Vicari capitolari e visitatori apostolici residenti in Germania
- Artur Kather † (11 luglio 1947 - 25 luglio 1957 deceduto) (vicario capitolare)
- Paul Werner Hoppe † (vicario capitolare dal 29 luglio 1957, dal 28 giugno 1972 visitatore apostolico - 11 marzo 1975 dimesso)
- Johannes Schwalke † (11 marzo 1975 - marzo 2000 dimesso) (visitatore apostolico)
- Lothar Schlegel (marzo 2000 - 4 ottobre 2011 ritirato) (visitatore apostolico)[13]

## Statistiche
L'arcidiocesi nel 2022 su una popolazione di 705.100 persone contava 688.910 battezzati, corrispondenti al 97,7% del totale.
| anno | popolazione | popolazione | popolazione | presbiteri | presbiteri | presbiteri | presbiteri                | diaconi | religiosi | religiosi | parrocchie |
| anno | battezzati  | totale      | %           | numero     | secolari   | regolari   | battezzati per presbitero | diaconi | uomini    | donne     | parrocchie |
| ---- | ----------- | ----------- | ----------- | ---------- | ---------- | ---------- | ------------------------- | ------- | --------- | --------- | ---------- |
| 1950 | 671.896     | 736.803     | 91,2        | 233        | 171        | 62         | 2.883                     |         | 42        | 287       | 214        |
| 1970 | 1.150.000   | 1.253.000   | 91,8        | 595        | 422        | 173        | 1.932                     |         | 228       | 398       | 291        |
| 1980 | 1.270.000   | 1.345.000   | 94,4        | 620        | 440        | 180        | 2.048                     |         | 350       | 386       | 246        |
| 1990 | 1.356.000   | 1.436.000   | 94,4        | 752        | 558        | 194        | 1.803                     |         | 312       | 430       | 367        |
| 1999 | 705.000     | 733.000     | 96,2        | 480        | 375        | 105        | 1.468                     |         | 186       | 244       | 247        |
| 2000 | 697.000     | 725.000     | 96,1        | 494        | 380        | 114        | 1.410                     |         | 199       | 244       | 249        |
| 2001 | 702.000     | 730.000     | 96,2        | 494        | 383        | 111        | 1.421                     |         | 199       | 233       | 252        |
| 2002 | 703.000     | 731.500     | 96,1        | 498        | 381        | 117        | 1.411                     |         | 205       | 231       | 253        |
| 2003 | 708.000     | 736.000     | 96,2        | 501        | 386        | 115        | 1.413                     |         | 209       | 238       | 253        |
| 2004 | 693.000     | 710.000     | 97,6        | 514        | 385        | 129        | 1.348                     |         | 226       | 242       | 254        |
| 2010 | 693.000     | 710.000     | 97,6        | 490        | 388        | 102        | 1.414                     |         | 145       | 248       | 258        |
| 2014 | 694.000     | 711.000     | 97,6        | 546        | 422        | 124        | 1.271                     |         | 153       | 244       | 260        |
| 2017 | 683.600     | 700.600     | 97,6        | 533        | 434        | 99         | 1.282                     |         | 105       | 240       | 262        |
| 2020 | 689.300     | 705.480     | 97,7        | 546        | 435        | 111        | 1.262                     |         | 113       | 194       | 262        |
| 2022 | 688.910     | 705.100     | 97,7        | 517        | 422        | 95         | 1.332                     | 2       | 102       | 180       | 262        |

## Galleria fotografia

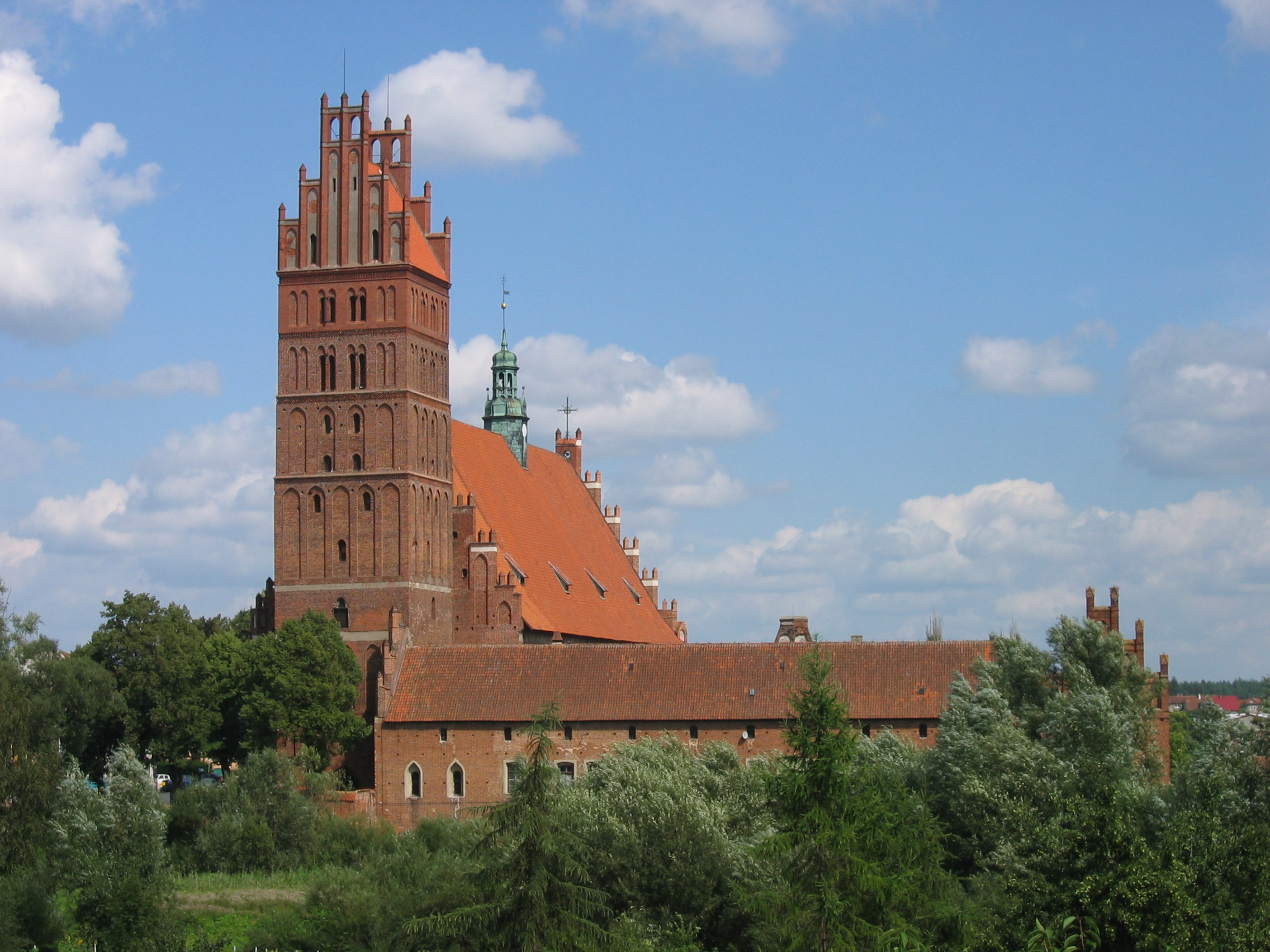
La basilica del Santissimo Salvatore e di Tutti i Santi a Dobre Miasto
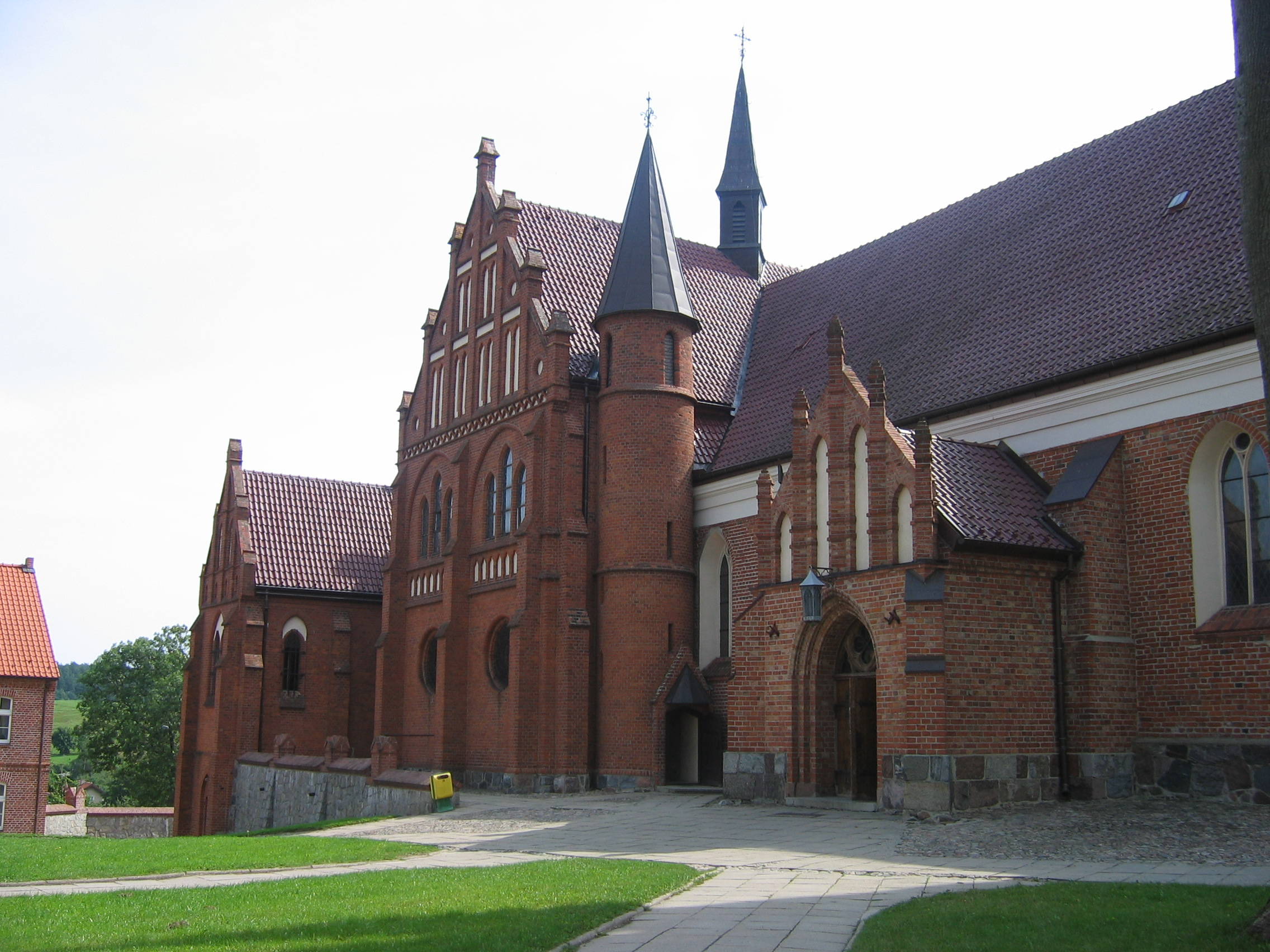
La basilica della Natività della Beata Vergine Maria a Gietrzwałd
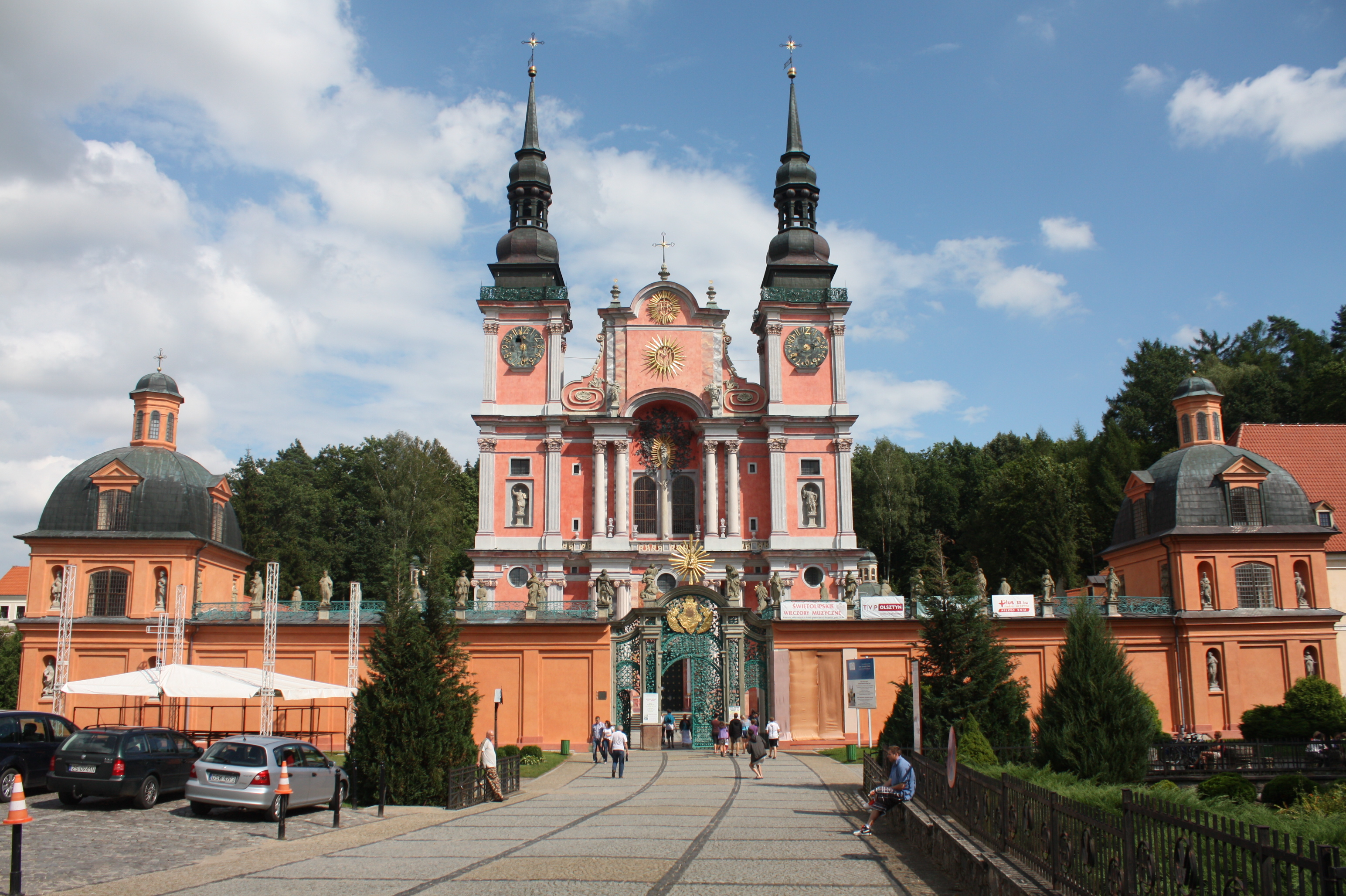
La basilica della Visitazione della Beata Vergine Maria a Święta Lipka
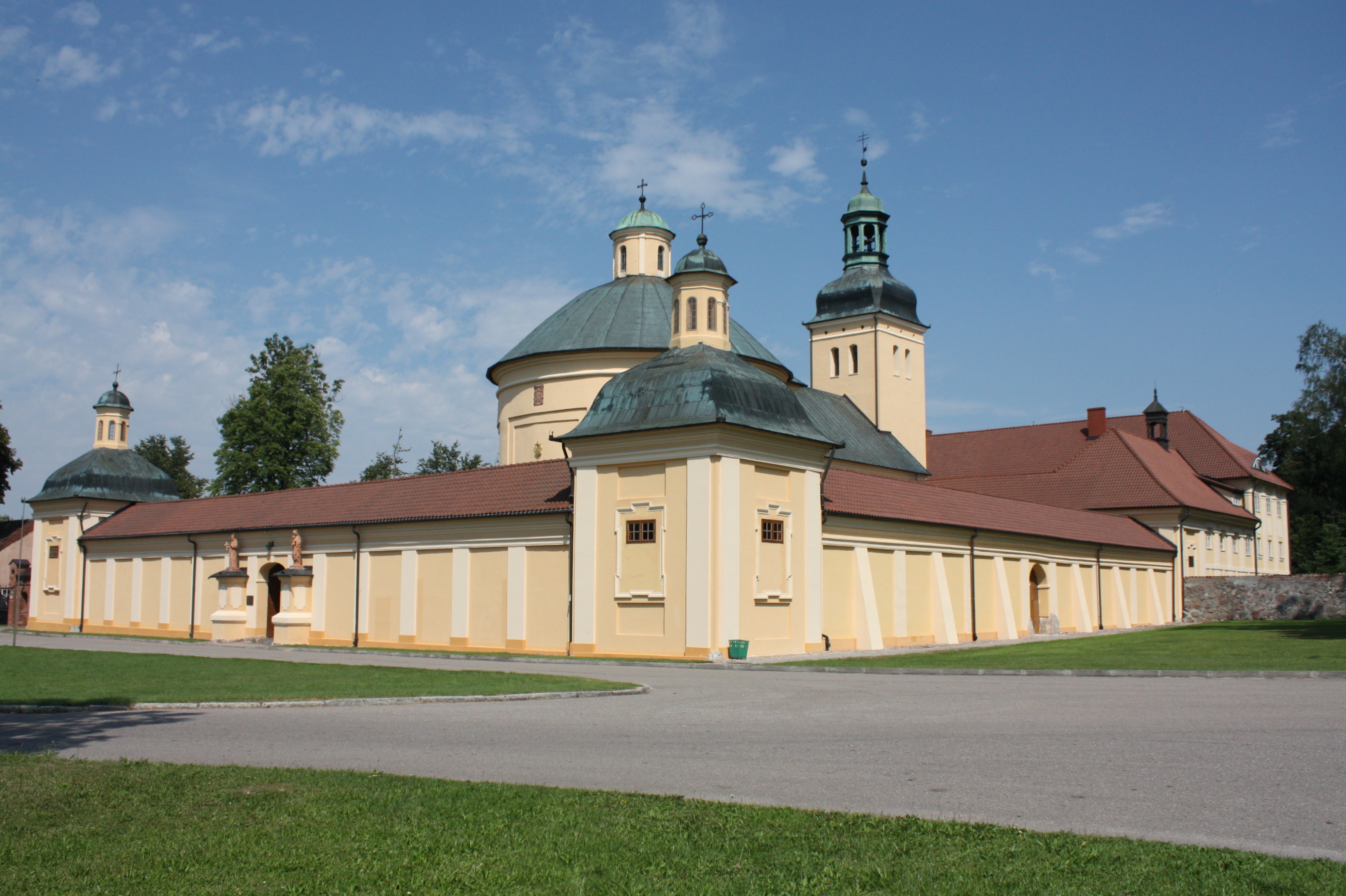
La basilica santuario di Nostra Signora, Regina della Pace a Stoczek Klasztorny
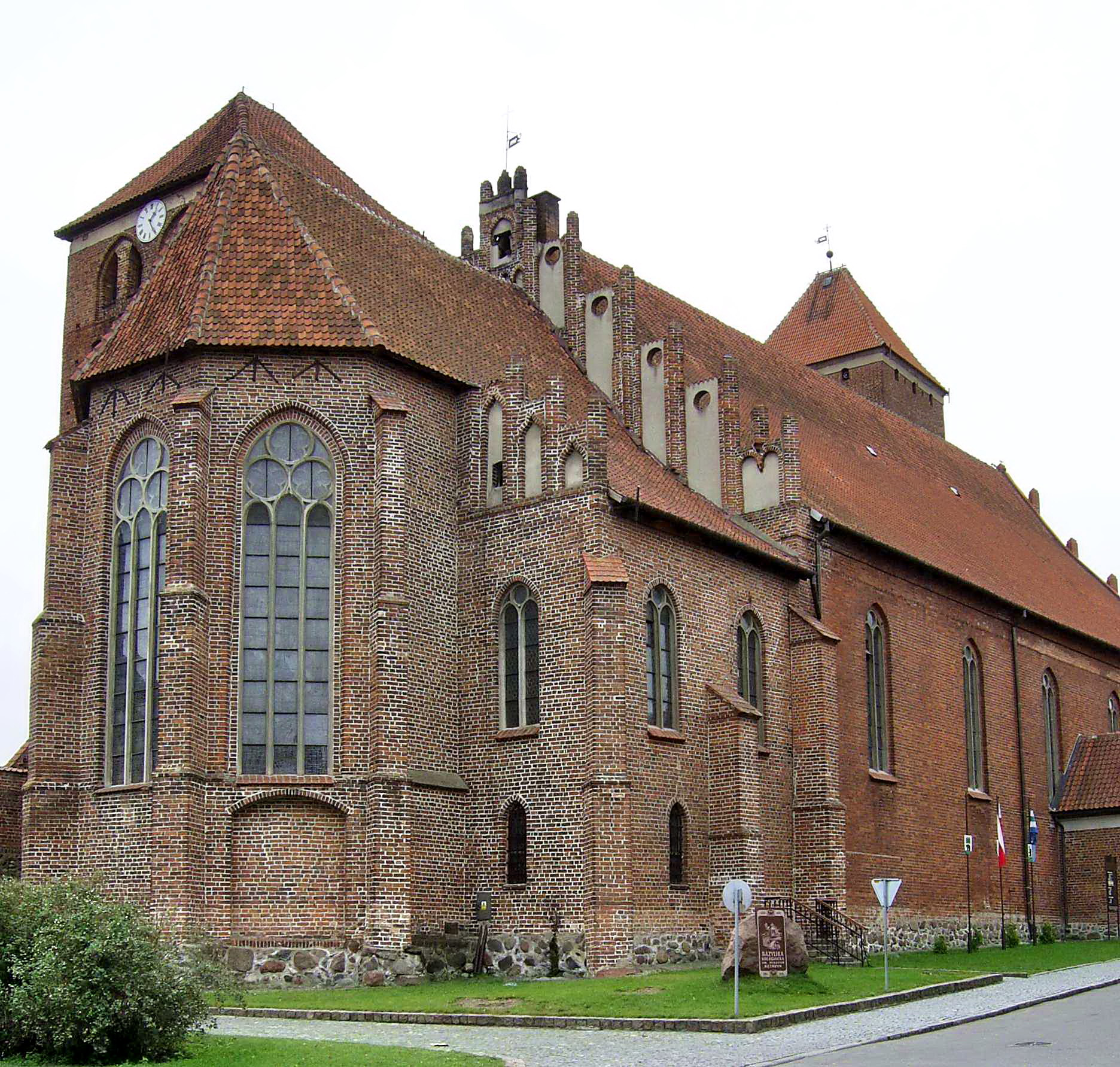
La basilica collegiata di San Giorgio a Kętrzyn
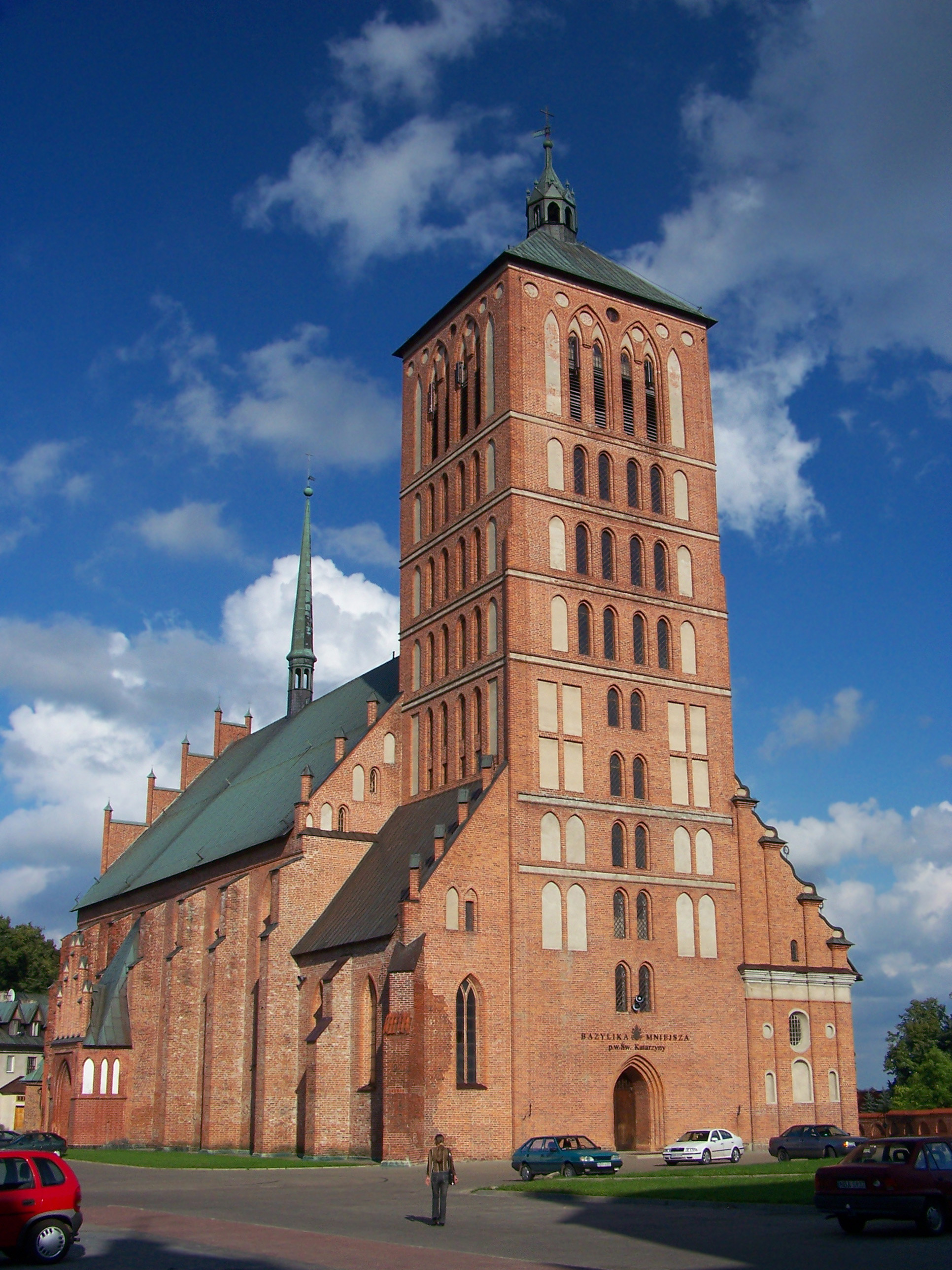
La basilica di Santa Caterina d'Alessandria a Braniewo